# Selenophorus cupreolus
Selenophorus cupreolus är en skalbaggsart som beskrevs av Thomas Casey. Selenophorus cupreolus ingår i släktet Selenophorus och familjen jordlöpare. Inga underarter finns listade i Catalogue of Life.